# Kendra Cocksedgeová
Kendra Margaret Cocksedgeová (* 1. července 1988 New Plymouth) je bývalá novozélandská ragbistka, která hrála jako mlýnová spojka. V roce 2015 byla zvolena nejlepší ragbistkou světa. O 4 roky později byl v nominaci na nejlepší hráčku světa. Byla vybrána do nejlepší ragbyové sestavy desetiletí (2010–2019). Obdržela Novozélandský řád za zásluhy.
Za novozélandskou reprezentaci odehrála 68 zápasů a připsala si 404 bodů (2007–2022). Třikrát se stala mistryní světa (2010, 2017 a 2021). Po konci své reprezentační kariéry byla hráčkou, co si za Nový Zéland připsala nejvíce utkání. Je i sedmičkovou mistryní světa z roku 2013. Stala se první ženou, co byla v roce 2018 zvolena jako nejlepší hráč ragby na Novém Zélandu. Na klubové úrovni hrála v letech 2007 až 2022 za celek Canterbury. Vyhrála pětkrát novozélandskou ligu (2017–2020, 2022) a zahrála si jeden zápas v Super Rugby za Matatū. Několik sezon hrála i kriket.
Po konci hráčské kariéry se stala manažerkou Jižního ostrova v novozélandském ragby.